# Stargate: The Ark of Truth
Stargate: The Ark of Truth é um filme de ficção científica militar américo-canadense de 2008 escrito e dirigido por Robert C. Cooper.

## O caminho percorrido
O filme acompanha a opção de assistir a um prólogo chamado de Stargate SG-1: The Road Taken, que conta com repescagens de vários pontos-chave na história dos Ori, indo desde quando Coronel Mitchell se junta ao SG-1 para o mais recente embate com o Ori no episódio Unending.

## Sinopse
SG-1 tenta recuperar a "Arca da Verdade", um antigo dispositivo destinado a quem procura realizar uma lavagem cerebral. Apesar da promessa de Ascensão dos Ori ser uma mentira, os antigos acreditavam que as pessoas devem ser livres para acreditar no que quisessem independentemente das consequências.

## História
Há vários milhões de anos, no Alteran Home Galaxy, em outro planeta, um grupo de antigos, incluindo Amelius, estava discutindo como os Ori se tornaram numa grande ameaça e como eles gostariam de eliminar os Antigos. Amelius decide usar um dispositivo conhecido como a Arca da Verdade. No entanto, os outros antigos não querem usar uma arma de doutrinação contra os Ori e ordenam a Amelius para nunca abrir a arca. Amelius ansiava por ativá-la, mas seu colega pediu-lhe para que não o fizesse. Em vez disso, eles deveriam sair da galáxia para encontrar outra casa. Em seguida, abandonam o planeta utilizando sua nave.
No presente, a SG-1 está a investigar as ruínas de Dakara, onde o Dr. Jackson, Teal'c e Vala descobriram uma caixa do subsolo. Eles tentam abri-la, mas está selada. Jackson avisa para não forçá-la a abrir, uma vez que a caixa é supostamente um dispositivo muito poderoso. Eles planejam cuidadosamente abri-la, mas são interrompidos pelos coronéis Mitchell e Carter no rádio avisando da chegada dos soldados Ori. Eles correm em direção a Jackson, Teal'c e Vala, mas acabam cercados.
O líder do exército é Tomin, que adverte Vala que, se não renderem-se, a nave Ori vai disparar sobre eles. SG-1 se rende e permite Tomin aproximar-se deles. Então surge o Prior, que ficou curioso com a caixa. Jackson diz que é uma arma capaz de derrotar o Ori e engana-o para ele abrir a caixa. No entanto, quando ela é aberta, tudo o que se encontra é nada. O Prior ordena Tomin para matá-los. No entanto, a equipa diz-lhe que não, até Prior ser forçando a fazê-lo, já que, por algum motivo além de sua compreensão, ele é impotente. Mitchell agarra a arma do outro soldado e atira no Prior, que o mata. Depois disso, os soldados rapidamente rendem-se, assim que Carter mostrou-lhes que os poderes do Prior foram bloqueados pelo dispositivo Anti-Priores.
De regresso à Terra, Mitchell informa ao General Hank Landry que Tomin afirma que uma nova onda de naves passará pelo SuperGate em breve. Quando  entram no gabinete de Landry, eles encontram James Marrick, um representante da IOA enviado para interrogar Tomin, apesar dos protestos de Mitchell que brada que ele é um convidado, e não um prisioneiro. Enquanto isso, Tomin está em uma sala com Vala e Daniel. Jackson explica que o Sangraal que enviou há meses devia supostamente ter dizimado todos os Ori ascendidos e tem recebido diversas visões de Merlin sobre a localização da Arca da Verdade.
Marrick inicia seu interrogatório em Tomin. Marrick exige saber quantas pessoas foram mortas, devido ao facto de não se querer juntar aos Ori. Vala não chegou a ver o interrogatório do quarto ao lado, como foi demais para ela, sendo do seu marido.
Carter planeia ativar o SuperGate pela última vez de forma a destruí-lo com bombas classe Mark. No entanto, Dr. Jackson teve uma revelação, e exorta-os a não destruí-lo, pois ele acredita que a Arca está realmente ainda no Home Alteran Galaxy. O IOA aprova a missão de percorrer o SuperGate e Mitchell fica no comando da Odyssey. No entanto, Marrick vai com eles na missão.
No caminho para o SuperGate, Teal'c senta-se com Tomin e diz-lhe que nada vai compensar todas as atrocidades realizadas, como ele já foi o primeiro oficial de Apophis. Ele diz a Tomin que ele deve aceitar tudo o que ele fez, e nunca será capaz de perdoar-se, não importa o quanto ele tentar.
A Odyssey chega ao SuperGate e disca para o Home Alteran Galaxy. Vala, Daniel e Tomin viajam para outro planeta para encontrar o Hertis, um membro da resistência Anti-Ori. Ele aponta para um local conhecido como Ortus Mallum, uma montanha em Celestis, o "berço do mal". SG-1 recebe as indicações para o planeta. Eles saem do hiperespaço e contornam Celestis para evitar detecção. SG-1 e Tomin viajam até Ortus Mallum para pesquisar as florestas onde a aldeia existia. A partir daí eles procuram pela Arca.
Enquanto isso, Marrick encontra acesso as áreas restritas na Odyssey e a localização do núcleo do computador Asgard. Ele o ativa, substituindo um cristal, e depois começa a trabalhar em alguma coisa. Marks detectou a atividade e comunicou ao Mitchell. Ele e Carter voltam a bordo, enquanto Daniel e Vala continuam a cavar uma passagem que Daniel descobriu com apoio de outra visão de Merlin.
De volta à Terra, SG-3 relata ao Landry sobre P6X-437 e que um Prior deseja ver o General Landry. O Prior propõe que seja autorizado a espalhar a palavra de origem para o povo da Terra, dizendo que é sua última esperança. Landry disse que não existe sequer uma chance de que a Terra vá ouvir e recusa a proposta e mantém o Prior no alcance do dispositivo anti-Prior. O Prior diz que está a perder a razão e que o seu mundo vai queimar. Landry ataca argumentando que se eles estão a ir para o inferno, então eles também irão levá-lo.
De volta à Odyssey, Mitchell e Carter invadem a sala do computador e prendem Marrick. Eles tentam desligar o computador central, mas não conseguem. O núcleo começa a alertar toda as naves Ori a localização da Odyssey. Carter descobre que o núcleo está criar algo, que mais tarde descobrem ser um replicador. Marrick explica que a "missão" é verdadeira. O IOA pretende plantar numa nave Ori e deixar ele se espalhar para toda a frota. O IOA pensa que, no caso de que o Supergate não pudesse ser destruído, uma alternativa seria sugerida. Quando a frota Ori fosse destruída, a IOA iria iniciar um programa fechado. Eles não esperavam SG-1 conseguisse encontrar a Arca e reivindicam uma arma anti-Replicator para destruí-la. No entanto, eles acham que ela é imune a tecnologia ARG. Mitchell começa a brigar com Marrick.
Jackson, Teal'c, Vala e Tomin descobrem um corredor subterrâneo de uma sala. Eles estavam prestes a receber transmissão da Odyssey. No entanto, o Replicator tomou o controle de vários sistemas, incluindo as comunicações. A equipa tem pouco tempo para encontrar a Arca, e começa a fazer um furo através de uma porta para recuperar a Arca. Conseguem levá-la para fora antes do colapso do túnel. Assim que eles começam a examinar o dispositivo, Teal'c leva um tiro nas costas. O resto da equipa combate os soldados.
Mais naves Ori acabam de chegar perto da Odyssey. Felizmente, os motores hiperdrive ainda estão operacionais e conseguem escapar das garras da armada. Mitchell consegue destruir o Replicator, mas descobre que o original já virou uma rainha e os replicadores são replicados. Carter trabalha na busca e criação de um código de desligamento. Torna-se imperativo fechar a sala do computador Asgrad dos replicadores. No calabouço, Marrick ouve replicadores, cortando a parede. Ele grita desesperadamente para alguém para soltá-lo, até perceber que ninguém está lá. Depois disso os replicadores atacam-no violentamente.
Quando a noite cai em Celestis, Teal'c acorda e não vê nada a não ser soldados Ori mortos. Ele não vê nenhum sinal de Jackson, Vala e Tomin, porque eles foram levados para a cidade de Celestis para serem torturados pelo Doci e outros priores. Teal'c lentamente se levanta e caminha pela serra, até que finalmente chega às planícies de Celestis, antes de ele desmaiar.
De volta à Odyssey, Mitchell encontra a rainha, que está alimentando-se de um canal de energia para replicar-se. Ele pretende destruí-la. Ele planta uma bomba C-4 perto da rainha para detonar como uma distração, para ganhar tempo para que Carter possa descobrir uma maneira de desligar o replicadores. Mitchell se vira e vê Marrick, que agora está ser controlado por replicadores. Ele tenta matá-lo. No entanto, agora ele está fisicamente melhorado e facilmente derrota Mitchell.
De volta à cidade de Celestis, Vala entra num quarto e descobre que os Ori ainda estão por aí.
No entanto, o ser ascendido é a Adria. Ela informa que o Sangraal deu certo e destruiu todos Ori. Agora que Adria ascendeu, ela começa a controlar todas as forças dos Ori e seu poder. Nas planícies, aparece um ser ascendido que traz o Teal'c de volta à vida. Ele se levanta e segue para a cidade. Daniel está dentro de uma cela, deitado no chão. Merlim diz a ele para não desistir. No entanto, Daniel percebeu que Merlin morreu e não consegue ascender. Na realidade é a Morgan Le Fay, que foi exilada após tentar ajudá-los em Atlântida há um ano. Daniel pede a ela para ajudar, mas ela diz  que Adria é muito poderosa. Ela diz a ele que tem feito tudo que ela pode. Se conseguirem ativar a arca isso irá enfraquecer Adria suficientemente para que Morgan seja capaz de derrotá-la. Teal'c aparece para libertar Daniel e Tomin.
Na Terra, Coronel Ellis avisa sobre a nave Apollo ter detectado naves Ori que chegaram ao sistema solar, mas não avançam sobre a Terra. Ele informa Landry, que ordena para tentar destruí-los se eles avançarem.
Na Odyssey, o Replicadores assumem o hiperdrive e desligam-no. Mais tarde, a nave Ori aproxima-se da Odyssey e começa a atacá-la. Replicadores tentam invadir a sala principal. Carter diz a Mitchell para detonar a C-4. No entanto, ele está ocupado a lutar contra o Marrick Replicator. Mitchell finalmente consegue desligar uma das pernas Replicator. Marrick diz a Mitchell que o código da auto-destruição o está na parte de trás do cristal que Marrick carregou para o núcleo. Apesar dos ferimentos graves de Mitchell, ele consegue detonar o C-4, mas é derrubado no chão. Mitchell informa a Carter do código fechado e ativa-o antes de ser invadido. Mitchell vai para ponte para se render. No entanto, os naves Ori rejeitam a rendição e continuam atacar até esgotarem os escudos, o que levaria inevitavelmente à destruição do navio.
Daniel tenta encontrar o código para ativar a Arca da Verdade, mas fica constantemente distraído por Doci e Adria. Eventualmente, eles fazem-no descobrir o código, que ironicamente é Origem, e Teal'c atira no pé da mesa provocando a abertura da Arca. O Doci é capturado pelo raio da arca e  faz acreditar que os Ori não são deuses. Espalhando a visão do Doci através da ligação dos priores pela galáxia, eles param o ataque a Odyssey antes que ela seja destruída. Depois de enfraquecer os poderes de Adria, Morgan é capaz de lutar contra Adria numa eterna batalha semelhante à Oma. Desala entra numa eterna batalha com o Anubis ou ela pode ter simplesmente destruído.
Com os Ori derrotados, voltam à Terra e expor o Prior da Arca, transmitindo o conhecimento sobre o Ori a todos os priores da Via Láctea, e assim transmitindo a todos os priores no Universo. Jackson descobre que a Arca está a ser armazenada na Área 51, apesar de suas advertências de que a arca é muito perigosa. Enquanto isso, Mitchell está na enfermaria, onde Carter aparece, dizendo-lhe que a IOA quer se encontrar com ele quando ele se recuperar para lhe pedir desculpas por suas ações. Ela também deixa um saco cheio de bolachas, que ela disse que fazia para ele. Tomin retorna à sua casa.
Enquanto isso, a SG-1 caminha para a sala do Stargate para uma missão de P3K-546.

## Elenco
- Ben Browder como Tenente - Coronel Cameron Mitchell
- Amanda Tapping como Tenente - Coronel Samantha Carter
- Christopher Judge como Teal'c
- Michael Shanks como Dr. Daniel Jackson
- Beau Bridges como Major General Hank Landry
- Claudia Black como Vala Mal Doran
- Currie Graham como James Marrick
- Morena Baccarin como Adria
- Tim Guinee como Tomin
- Julian Sands como Doci
- Sarah Strange como Morgan le Fay
- Michael Beach como Coronel Ellis Abe
- Gary Jones como Sargento Walter Harriman
- Martin Christopher como Major Kevin Marks
- Christopher Gauthier como Hertis
- Eric Brecker como Coronel Albert Reynolds
- Matthew Walker como Merlin
- Aliseu Down como Mulher Alteran
- Gabrielle Rose como Mulher Alteran
- Fabrice Grover como Amelius
- Spencer Maybee como Capitão Binder
- Simon Bradbury como Homem Alteran
- Jason Calder como Warrior Ori
- Greg Anderson como Prior
- Doug Abrahams como Prior
- Morris Chapdelaine como Prior
- Nicholas Podbrey como Prior
- Ian Wallace como Prior
- Douglas J. Stewart como Prior